# Gare de Lons-le-Saunier
Gare de Lons-le-Saunier – stacja kolejowa w Lons-le-Saunier, w departamencie Jura, w regionie Burgundia-Franche-Comté, we Francji.
Jest stacją Société nationale des chemins de fer français (SNCF), obsługiwaną przez pociągi TGV, Intercités, TER Franche-Comté.